# Alexis Kubilskis
Alexis Kubilskis (10 december 1986) is een Belgisch aanvallende middenvelder die actief is voor Ternesse VV.
De voormalige jeugdinternational volgde zijn jeugdopleiding bij Beerschot. Toen Beerschot failliet ging, verhuisde hij naar KV Mechelen en vervolgens naar Nottingham Forest. Daar brak hij niet door, waarop hij terugkeerde naar België.
Kubilskis probeerde in 2004 door te breken bij FC Brussels maar vertrok na één seizoen terug naar de plek waar alles voor hem begon, Germinal Beerschot. In januari 2006 werd hij voor een half seizoen door G Beerschot uitgeleend aan KMSK Deinze, waarvoor hij één keer scoorde in tien wedstrijden. Omdat hij van Beerschot mocht vertrekken, ging hij in de derde klasse spelen bij Cappellen FC. Op 31 augustus 2007 tekende Kubilskis een contract bij RS Waasland. Daar vertrok hij na één seizoen naar KSV Temse. Hij speelde één seizoen bij Berchem Sport, maar verhuisde dan weer naar Temse.